# Microsoft Kin

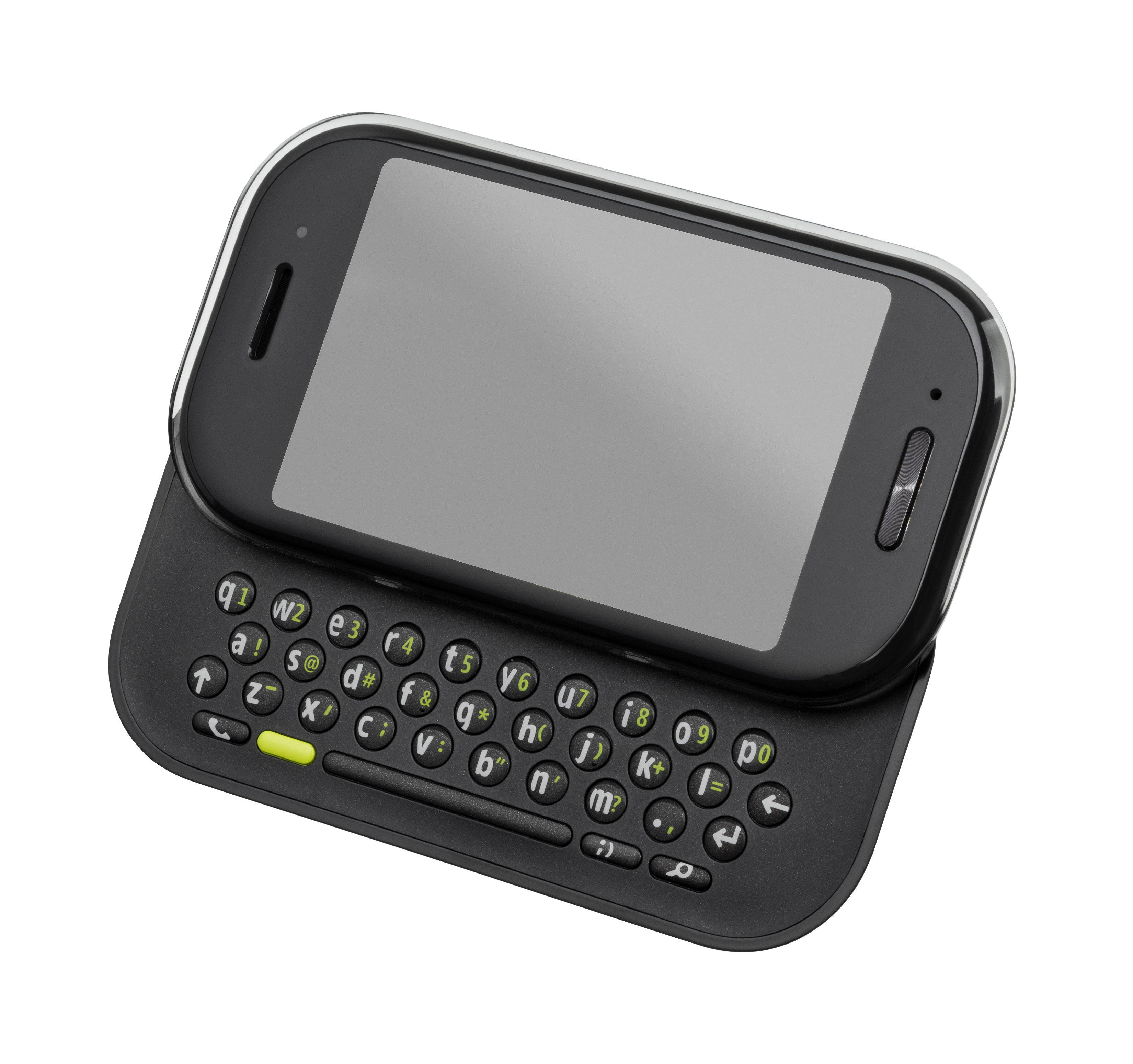
Microsoft Kin Two.

Kin (ou KIN) é uma família de telemóveis da Microsoft, à venda de Abril de 2010 a Junho de 2010 através da Verizon Wireless. Após anos de desenvolvimento, a um custo de bilhões de dólares, a Microsoft anunciou a descontinuação da linha KIN a 30 de Junho de 2010, 48 dias após o seu lançamento.